# Стасис Шимкус
Стасис Шимкус (лит. Stasys Šimkus; *4 лютого 1887 Мотішкяй, Литва — †15 жовтня 1943, Каунас, Литва) — литовський композитор, диригент, педагог.

## Біографія
Учень Анатолія Лядова, Максиміліана Штейнберга, Язепса Вітолса, Юозаса Науяліса. Був представником національного романтизму. Організовував литовські хори в Санкт-Петербурзі, де тоді навчався, в США, де недовгий час жив, і в Литві (найвідоміший «Дайна»). 
1923 засновує в Клайпеді музичну школу, де був директором до 1930 року (нині консерваторія, що носить його ім'я). У 1930-1933 роках — диригент Каунаського оперного театру. У 1934 році для збору і популяризації національного фольклору організував Комісію по збиранню литовських народних пісень.
Похований на Петрашунському цвинтарі в Каунасі.
Його син Альгіс Шимкус (лит. Algis Šimkus 1917-?) так само пов'язав своє життя з музикою, ставши піаністом, диригентом і композитором.

## Пам'ять
- Організована композитором музична школа в Клайпеді перетворена в Консерваторію імені Стасиса Шимкуса (лит. Klaipėdos Stasio Šimkaus konservatorija).

- У 1987 році в саду біля Музичного театру в Каунасі встановлене погруддя композитора (скульптор Міндаугас Шніпас, архітектор Йонас Юцайтіс).

## Твори
- 1916 — кантата «Прощання з Батьківщиною»
- 1930 — симфонічна поема «Нямунас» / Nemunas
- 1934 — кантата «Здрастуй, Батьківщина»
- 1941 — опера «Село біля маєтку» / Kaimas prie dvaro

## Публікації
- Stasys Šimkus. Straipsniai, dokumentai, laiškai, amžininkų, atsiminiamai. — Vilnius, 1967.
- Stasys Šimkus. Albumas. — Vilnius, 1988.